# (9336) Altenburg
(9336) Altenburg (1991 AY2) – planetoida z pasa głównego asteroid okrążająca Słońce w ciągu 3,36 lat w średniej odległości 2,24 j.a. Odkryta 15 stycznia 1991 roku.